# 林伟 (少将)
林伟（1914年8月—1979年1月），福建武平县人，中国人民解放军开国少将。1978年当选第五届全国政协委员。
曾任海军通信学校校长。1955年，授予中国人民解放军少将。

## 生平
1931年9月参加中国工农红军，1935年9月入党。历任红十二军35师宣传队队长，红一军团3师参谋处书记、译电员，红九军团司令部参谋处测绘员，红三十二军政治部秘书科股长，红军前敌总指挥部参谋处书记。
抗日战争时期，1937年任八路军前方总指挥部作战科参谋。1939年任延安抗大军事教员训练队学员兼队指导员和支部书记。毕业后任八路军总部作战股长，通信科副科长。1944年到北方局党校学习。
解放战争时期，1946年任晋冀鲁豫军区通信局局长兼政委、华北军区司令部通信处政委，处长兼政委。
中华人民共和国成立后，当选北京市第一，二届人民代表。作为军队基层单位特邀代表，列席参加全国政协一届二次会议。1952年到南京军事学院学习，高级系毕业后转入海军系二期本科学习，兼任班主任。1957年毕业后任海军通信学校校长。后任总参通信兵部副主任，中国人民解放军通信兵副主任。
1955年被授予少将军衔。荣获二级八一勋章，二级独立自由勋章和一级解放勋章。